# Morbid
I Morbid furono un gruppo death metal svedese formatosi a Stoccolma nel 1985, (inizialmente con il nome Scapegoat cambiato poi nel 1986) per volere di Per Yngve Ohlin meglio noto come Dead, che fu cantante e mente del gruppo prima di entrare a far parte dei Mayhem nel 1988.

## Storia
La formazione della band venne completata da John "Gehenna" Lennart e TG alle chitarre, Jens "Dr. Schitz" Näsström al basso e L-G "Drutten" Petrov alla batteria. In seguito TG lasciò la band e venne sostituito da Uffe "Napolean Pukes" Cederlund.
Il 5 e il 6 dicembre 1987 registrano il loro primo demo intitolato December Moon in solo 16 ore. Fu anche l'ultima registrazione con questa formazione: John Lennart decise di chiudere la sua breve carriera musicale, e Dead si trasferì in Norvegia per unirsi ai Mayhem.
Il resto della band portò avanti il progetto prendendo alla voce il fotografo John Berger abitante vicino ad una casa discografica di nome Sunlight, che produsse poi alcuni lavori degli Entombed e Dismember, guadagnando una certa notorietà nel campo del death metal.
Con essa registrò  il secondo e ultimo demo intitolato Last Supper... nel settembre dello stesso anno.
Dopo aver completato la registrazione Petrov e Cederlund si concentrarono sui Nihilist (che avrebbero cambiato nome in Entombed), sciogliendo così la band.

## Formazione

### Ultima formazione conosciuta
- John Berger - voce
- Zoran - chitarra
- Uffe "Napolean Pukes" Cederlund - chitarra
- Jens "Dr. Schitz" Näsström - basso
- L-G "Drutten" Petrov - batteria

### Ex componenti
- Dead (Per Yngve Ohlin) - voce
- John "Gehenna" Lennart - chitarra
- TG - chitarra
- Klacke - chitarra
- Slator - basso

## Discografia

### Demo
- 1987 – Rehearsal 07/08/1987
- 1987 – Rehearsal
- 1987 – December Moon
- 1988 – Last Supper...

### EP
- 2010 – Ancient Morbidity

### Live
- 1988 – Live in Stockholm
- 2001 – Death Execution III

### Raccolte
- 1995 – Death Execution
- 2011 – Year of the Goat